# Mateusz Bereźnicki
Mateusz Bereźnicki (ur. 10 marca 2001, w Wałbrzychu) – polski bokser, mistrz Polski, olimpijczyk z Paryża. 
Był wielokrotnym medalistą mistrzostw kraju. Trzykrotny mistrz kraju, medalista młodzieżowych mistrzostw Europy. Brązowy medalista igrzysk europejskich w Krakowie 2023. W 2024 wystąpił na igrzyskach olimpijskich w Paryżu.

## Kariera zawodowa
W październiku 2024 roku podpisał kontrakt z grupą KnockOut Promotions.
Pierwszy zawodowy pojedynek bokserski stoczył 16 listopada 2024 na gali KnockOut Boxing Night 37. Jego rywalem był Paweł Strykowski. Zwyciężył przez techniczny nokaut w pierwszej rundzie.
W drugiej walce, którą stoczył 1 lutego 2025 na gali w Newark, pokonał Twona Smitha jednogłośnie na punkty.
25 maja 2025 w Kaliszu, zwyciężył jednogłośnie na punkty z Dariuszem Skopem, jednak występ Bereźnickiego według mediów mocno zawiódł.

## Lista walk zawodowych
| Wynik   | Bilans | Przeciwnik (bilans przed walką) | Rozstrzygnięcie | Runda, czas | Data       | Miejsce | Uwagi |
| ------- | ------ | ------------------------------- | --------------- | ----------- | ---------- | ------- | ----- |
| Wygrana | 3-0    | Dariusz Skop (6-6)              | UD              | 4/4         | 25.05.2025 | Kalisz  |       |
| Wygrana | 2-0    | Twon Smith (5-13)               | UD              | 4/4         | 01.02.2025 | Newark  |       |
| Wygrana | 1-0    | Paweł Strykowski (3-27-1)       | TKO             | 1           | 16.11.2024 | Wrocław |       |